# Labidus
Labidus (nome comum: correição-da-chuva) é um gênero de insetos, pertencente a família Formicidae.
Pertencem ao grupo das formigas legionárias, ou formigas de correição. Podem fazer raids tanto no subsolo como na superfície, predando outros artrópodes incluindo formigas.

## Espécies
- Labidus auropubens (Santschi, 1920)
- Labidus coecus (Latreille, 1802)
- Labidus curvipes (Emery, 1900)
- Labidus mars (Forel, 1912)
- Labidus praedator (Smith, 1858)
- Labidus spininodis (Emery, 1890)
- Labidus truncatidens (Santschi, 1920)